# Jaime Sabartés
Jaime Sabartés (10. června 1881 Barcelona – 16. února 1968 Paříž), katalánsky Jaume Sabartés i Gual, byl katalánský sochař, básník a spisovatel. Jako celoživotní přítel a osobní tajemník Pabla Picassa o něm napsal několik děl, i biografii Picasso: Toreros (1961).

## Životopis
Sabartés studoval na umělecké akademii Escola de la Llotja v Barceloně a u sochaře Fuxy. V roce 1901 vystavil poprvé své práce v renomované galerii Sala Parés. Pracoval také pro časopis Joventut, kde pod jménem Jacobus Sabartés publikoval články a básně. V barcelonské umělecké kavárně a kabaretu „Els Quatre Gats“ se seznámil na konci roku 1899 s Picassem.
V roce 1904 odjel do Guatemaly, kde psal pro Diario de Centro América i pro další noviny a později učil na Escuela Nacional de Bellas Artes. Aktivně se podílel na zdejším kulturním dění a byl pozorovatelem místní politické situace.
Po 23 letech se vrátil zpět, v roce 1927, do Katalánska. V roce 1935 se přestěhoval do Paříže, kde se stal osobním Picassovým tajemníkem a publikoval o tomto umělci několik děl. Picasso vytvořil během této doby několik Sabartésových portrétů. Sabartés daroval v roce 1963 574 Picassových prací Barceloně.

## Dílo
- Picasso en su obra, 1935
- Picasso, 1937

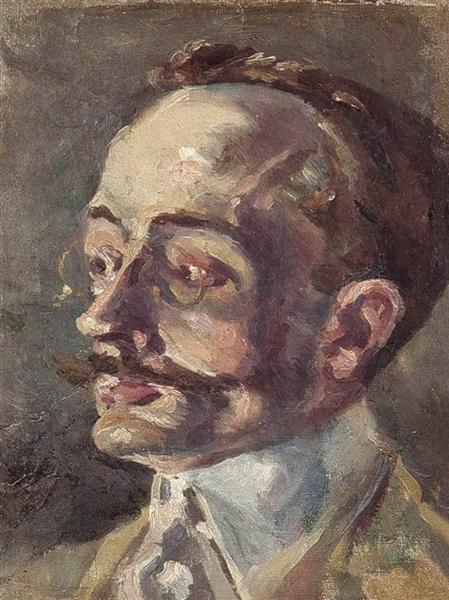
Carlos Valenti: Jaime Sabartés, 1911

- Carlos Valenti: Jaime Sabartés, 1911Picasso, portraits et souvenirs, 1946
- Don Julián, 1947
- Son Excellence, 1949
- Picasso. Gespräche und Erinnerungen, 1956
- Picasso: Toreros., 1961